# CITIC Group
CITIC Group Corporation Ltd., anteriormente China International Trust Investment Corporation (CITIC), é uma empresa de investimento estatal da República Popular da China, estabelecida por Rong Yiren em 1979 com a aprovação de Deng Xiaoping. Sua sede fica no distrito de Chaoyang, Pequim. A partir de 2019, se tornou o maior conglomerado estatal da China com um dos maiores pools de ativos estrangeiros do mundo.

## Negócios
Seu objetivo inicial era "atrair e utilizar capital estrangeiro, introduzir tecnologias avançadas e adotar práticas internacionais científicas e avançadas em operação e gerenciamento". O grupo atualmente possui 44 subsidiárias, incluindo China CITIC Bank, CITIC Limited, CITIC Trust e CITIC Merchant na China, Hong Kong, Estados Unidos, Canadá, Austrália e Nova Zelândia . 

## História
O CITIC Group foi fundado como China International Trust Investment Corporation (chinês simplificado: 中国国际信托投资公司; ab. CITIC), uma empresa estatal chinesa em 1979. Na década de 1980, o governo chinês fundou muitas corporações com fins lucrativos, cujo CITIC estava sob a liderança de Rong Yiren, um ex-empresário e político da época, que optou por permanecer na China continental na década de 1950, depois que o negócio de sua família foi nacionalizado. Seu filho, Larry Yung,  foi o ex-presidente da subsidiária listada CITIC Pacific do CITIC Group . Larry também liderou o escritório de Hong Kong e a empresa controladora da CITIC Pacific desde 1986; Larry tornou-se um empresário baseado em Hong Kong desde 1978.
A sede do CITIC Group estava sediada em Pequim; O escritório de Hong Kong foi formalmente inaugurado em 1985. O CITIC Bank, com sede no continente, foi fundado pelo grupo em 1984. O grupo também adquiriu participação de 12,5% da companhia aérea Cathay Pacific de Hong Kong em 1987, e tornou-se membro de um acordo de acionistas em 2006; a participação foi vendida para a empresa estatal Air China em 2009. O grupo também adquiriu o Ka Wah Bank, com sede em Hong Kong, em 1986. Em 1990, o grupo também absorveu algumas das subsidiárias de outra empresa estatal. Outras aquisições notáveis incluíram participação de 38,3% de outra companhia aérea Dragonair, participação de 20% da Hong Kong Telecom.
A CITIC também adquiriu uma empresa listada em Hong Kong e a renomeou para CITIC Pacific na década de 1990. Parte dos ativos do grupo foram injetados na companhia aberta como IPO reverso, incluindo a participação da já mencionada Cathay Pacific. Um IPO reverso completo ocorreu em 2014.

### Anos 2000
Sua subsidiária, CITIC Pacific (chinês: 中信泰富, agora conhecido como CITIC Limited), fez apostas não autorizadas no mercado de câmbio em outubro de 2008 e perdeu HK$ 14,7 bilhões (US$ 1,9 bilhão, quando contabilizado em termos de marcação a mercado). Executivos seniores, como o controlador financeiro Chau Chi-Yin e o diretor financeiro do grupo Leslie Chang, renunciaram. O preço de suas ações caiu 55,1%.
O CITIC Group injetou a maior parte de seus ativos na CITIC Limited em 2014. No entanto, foi excluído o CITIC Guoan Group, que foi recapitalizado por outro capital privado.
Em 2016, o CITIC Group ficou em 156º lugar entre as 500 maiores empresas da Fortune, com receita anual de US$ 55.938 milhões.